# Dilophus fulviventris
Dilophus fulviventris är en tvåvingeart som beskrevs av Hardy och Takahashi 1960. Dilophus fulviventris ingår i släktet Dilophus och familjen hårmyggor. Inga underarter finns listade i Catalogue of Life.